# Кампо Тицоро (Пистоја)
Кампо Тицоро је насеље у Италији у округу Пистоја, региону Тоскана.
Према процени из 2011. у насељу је живело 2655 становника. Насеље се налази на надморској висини од 741 м.